# Трахідорас мікростомус
Trachydoras microstomus — вид Бронякових, що походить із Болівії, Бразилії, Колумбії, Гаяни, Перу та Венесуели. Водиться в басейнах Ессекібо, Ориноко та Амазонки. Цей вид виростає до 5,9 сантиметра (2,3 дюйм) стандартної довжини.